# 喬斯高原

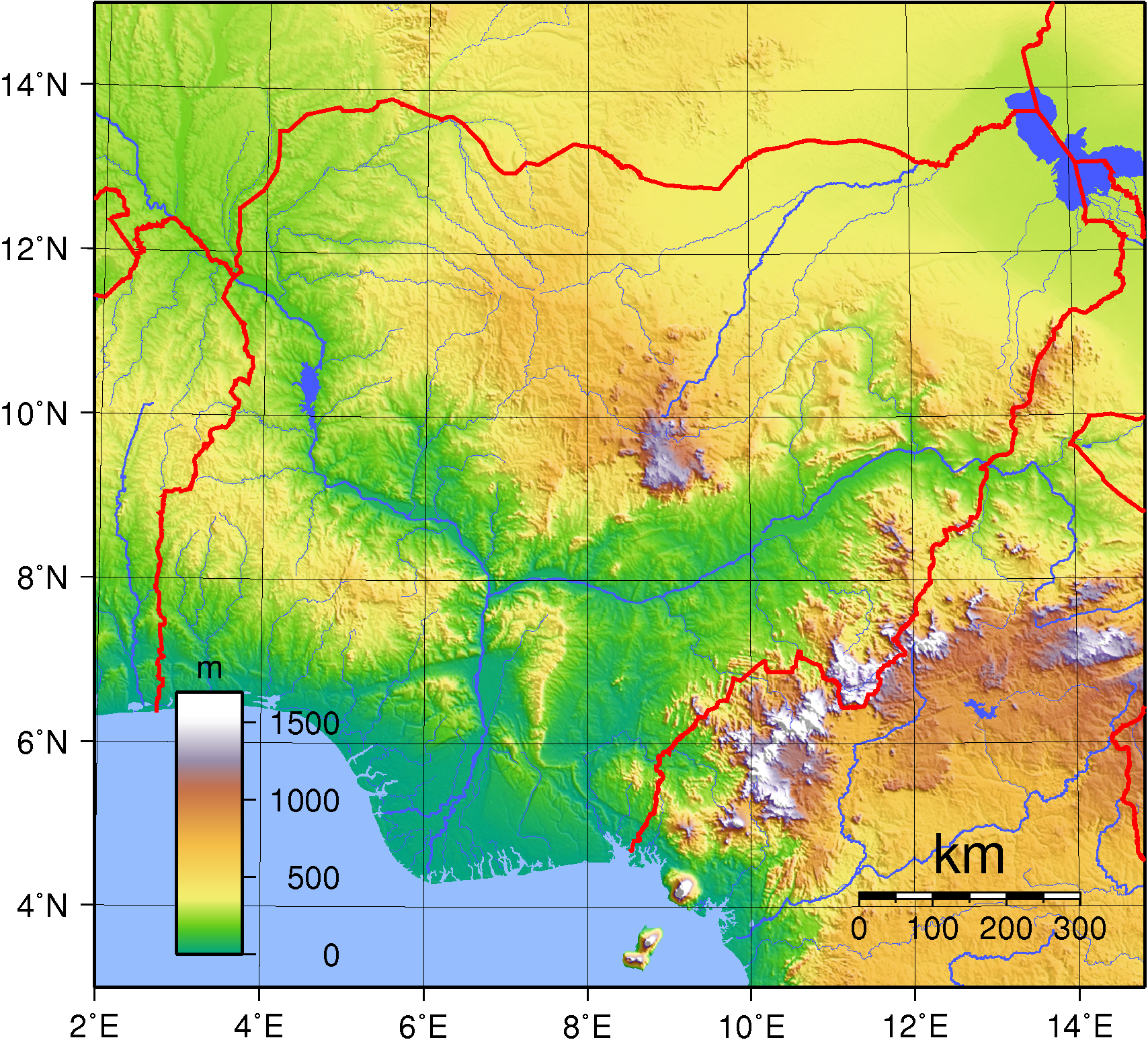
尼日利亚地形图

喬斯高原是尼日利亞中部的高原，面積8,600平方公里，周圍是高300至600米的懸崖，平均海拔高度1,280米，最高點海拔2,010米，是尼日利亞唯一有溫帶氣候的地區。
9°34′00″N 9°05′00″E / 9.5667°N 9.0833°E